# Aphis incerta
Aphis incerta är en insektsart som beskrevs av Nevsky 1929. Aphis incerta ingår i släktet Aphis och familjen långrörsbladlöss. Inga underarter finns listade i Catalogue of Life.